# Sydney Football Club 2018-2019
Questa voce raccoglie le informazioni riguardanti il Sydney Football Club nelle competizioni ufficiali della stagione 2018-2019.

## Rosa 2018-2019
Rosa e numerazione aggiornate all'8 luglio 2018.
| N. |                        | Ruolo | Calciatore                     |
| -- | ---------------------- | ----- | ------------------------------ |
| 1  | Australia (bandiera)   | P     | Andrew Redmayne                |
| 2  | Australia (bandiera)   | D     | Aaron Calver                   |
| 3  | Australia (bandiera)   | D     | Ben Warland                    |
| 4  | Australia (bandiera)   | D     | Alex Wilkinson (vice capitano) |
| 5  | Paesi Bassi (bandiera) | D     | Jop van der Linden             |
| 6  | Australia (bandiera)   | C     | Joshua Brillante               |
| 7  | Australia (bandiera)   | D     | Michael Zullo                  |
| 8  | Australia (bandiera)   | C     | Paulo Retre                    |
| 9  | Inghilterra (bandiera) | A     | Adam le Fondre                 |
| 10 | Serbia (bandiera)      | C     | Miloš Ninković                 |

| N. |                          | Ruolo | Calciatore              |
| -- | ------------------------ | ----- | ----------------------- |
| 12 | Australia (bandiera)     | A     | Trent Buhagiar          |
| 13 | Australia (bandiera)     | C     | Brandon O'Neill         |
| 14 | Australia (bandiera)     | C     | Alex Brosque (capitano) |
| 16 | Australia (bandiera)     | C     | Anthony Kalik           |
| 17 | Australia (bandiera)     | C     | David Carney            |
| 19 | Australia (bandiera)     | C     | Chris Zuvela            |
| 20 | Australia (bandiera)     | P     | Alex Cisak              |
| 21 | Australia (bandiera)     | A     | Charles Lokolingoy      |
| 23 | Australia (bandiera)     | C     | Rhyan Grant             |
|    | Nuova Zelanda (bandiera) | A     | Kosta Barbarouses       |

### Staff tecnico
- Allenatore: Steve Corica
- Allenatore in seconda: Rado Vidošić
- Preparatore portieri: Željko Kalac
- Preparatore atletico: Andrew Clark
- Responsabile settore medico: dr. Ameer Ibrahim
- Medico sociale: dr. Ameer Ibrahim
- Fisioterapista: Stan Ivancic
- Massaggiatore: Joe Niutta
- Allenatore Youth team: Steve Corica